# Rod Barry
Rod Barry, né le 5 décembre 1971 à New York, est un acteur américain de films pornographiques essentiellement gay, mais il est également apparu dans des vidéos bisexuelles, trans et hétérosexuelles. Barry a aussi travaillé comme mannequin et danseur. Il vit actuellement à Brooklyn, New York.

## Biographie
Rod Barry a tourné plus d'une centaine de films pornographiques. Il sert dans l'US Marine Corps avant d'être découvert en 1996 par Dirk Yates dans Barracks Glory Hole 5. Principalement actif, il apparaît pour la première fois dans un rôle passif dans Beach Buns avec Logan Reed.
Il a travaillé pour plusieurs réalisateurs de renom dans le métier comme Chi Chi LaRue, John Rutherford, Wash West, Steven Scarborough, Michael Zen, Mike Donner, et Doug Jeffries. En 2005, il réalise Down The Drain, sa première vidéo gay pour adultes, pour All Worlds Video.
Rod Barry a gagné un Grabby Award du meilleur second rôle en 1999 pour sa performance dans A Lesson Learned, le prix du meilleur second rôle aux GayVN Awards en 2003 pour White Trash et un des Grabby Awards de 2006. Il est entré au « GayVN Hall of Fame » lors de la dixième cérémonie annuelle de remise des prix en février 2008.
L'identité sexuelle de Barry a été souvent le sujet d'un débat. Au début de sa carrière, dans une interview avec le réalisateur Jerry Douglas dans le magazine Manshots (juin 1998), Rod Barry a déclaré à propos de son orientation sexuelle : « Je ne dirais pas hétérosexuel. Je dirais sexuel, c'est-à-dire que vous aimez l'orgasme quelle que soit la façon dont vous l'obtenez. » En 2009, Barry a écrit sur sa lutte contre l'alccolisme.

## Vidéographie

### Acteur
- Beach Buns
- Chain of Command
- Born 2 Be Bad
- A Lesson Learned
- Fine Bi Me
- White Trash

### Réalisateur
- Down the Drain
- Argentinean Auditions
- Argentinean Auditions 2